# Pharaoh Brown
Pharaoh Brown (Cleveland, 4 maggio 1994) è un giocatore di football americano statunitense che milita nel ruolo di tight end per i Miami Dolphins della National Football League (NFL).

## Carriera universitaria
Cresciuto a Lyndhurst, Ohio, frequenta la Brush High School, dove pratica sia football americano sia basketball. Inizialmente preimmatricolatosi all'Università del Michigan, nel corso del 2011 vi rinuncia per poter frequentare l'università dell'Oregon, entrando negli Oregon Ducks.
Dopo un anno da freshman trascorso in penombra (solo 3 passaggi ricevuti, con due ricezioni), è centrale principalmente durante le stagioni da junior (2014) e, dopo un'annata trascorsa lontano dai campi a causa di un grave, duplice infortunio ai legamenti del ginocchio, da senior redshirt (2016), durante le quali disputa rispettivamente nove gare (di cui otto da titolare in ambo i casi). Conclude l'esperienza collegiale con 70 ricezioni e una media di yard percorse a ricezione pari a 14,4.

## Carriera professionistica

### Oakland Raiders
Dopo non essere stato nel Draft, Brown firmò con gli Oakland Raiders il 5 maggio 2017. Fu svincolato il 2 settembre 2017 e rifirmò con la squadra di allenamento il giorno successivo. Fu promosso nel roster attivo il 23 dicembre 2017.
Il 1º settembre 2018 Brown fu svincolato dai Raiders.

### Cleveland Browns
Il 25 settembre 2018 Brown firmò con la squadra di allenamento dei Cleveland Browns. Fu promosso nel roster attivo il 23 ottobre 2018. L’8 dicembre 2018 fu inserito in lista infortunati per un problema a una spalla.
Brown rifirmò con i Browns il 20 aprile 2020. All’inizio del training camp fu inserito nella lista dei giocatori impossibilitati a scendere in campo, venendo poi attivato dieci giorni dopo. Il 6 settembre 2020 fu svincolato.

### Houston Texans
Il 14 settembre 2020 Brown firmò con la squadra di allenamento dei Houston Texans e fu promosso nel roster attivo il giorno successivo. Nella settimana 10 contro i Browns segnò il primo touchdown in carriera.
Brown rifirmò con i Texans il 24 marzo 2021. Quell’anno disputò 15 partite, di cui 12 come titolare, facendo registrare 23 ricezioni per 171 yard.
Il 24 marzo 2022 Brown rinnovò con i Texans. Fu svincolato il 4 ottobre 2022.

### Ritorno ai Cleveland Browns
Il 6 ottobre 2022 Brown firmò per fare ritorno ai Browns. Disputò 13 gare per Cleveland, con 5 ricezioni per 45 yard.

### Indianapolis Colts
Il 10 aprile 2023 Brown firmò con gli Indianapolis Colts. Fu svincolato il 29 agosto 2023.

### New England Patriots
Il 30 agosto 2023 Brown firmò con la squadra di allenamento dei New England Patriots. Fu promosso nel roster attivo il 4 settembre.  Il 24 settembre Brown segnò il suo primo touchdown con i Patriots contro i New York Jets su passaggio da 58 yard di Mac Jones. A fine stagione il sito Pro Football Focus lo classificò come il nono miglior tight end della lega sui blocchi.

### Seattle Seahawks
Il 12 marzo 2024 Brown firmò con i Seattle Seahawks.

### Miami Dolphins
Il 14 marzo 2025 Brown firmò un contratto di un anno con i Miami Dolphins.